# 13 Kresowa Dywizja Piechoty

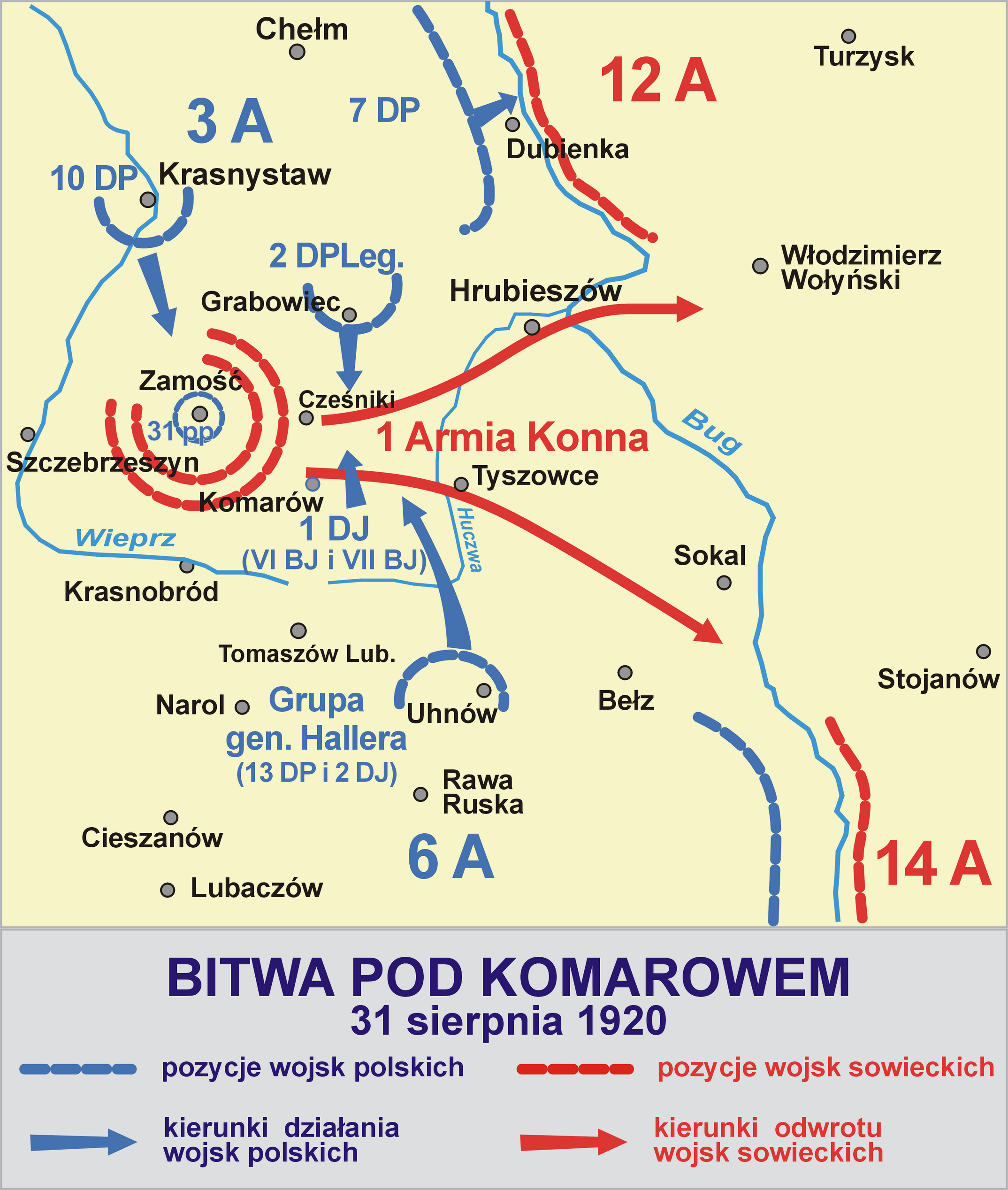

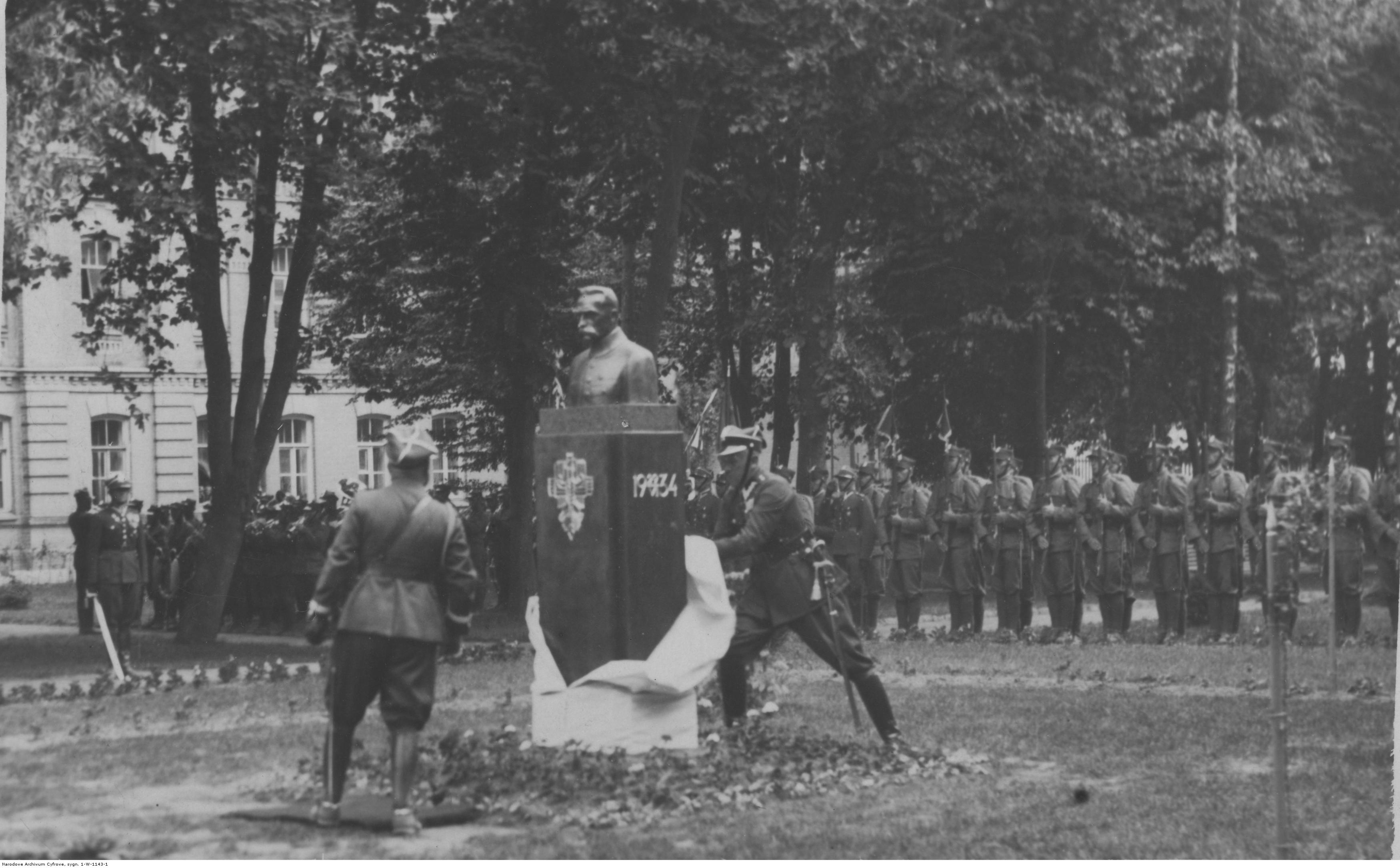
Święto 13 Dywizji Piechoty w Równem - odsłonięcie pomnika marszałka Józefa Piłsudskiego; lipiec 1934

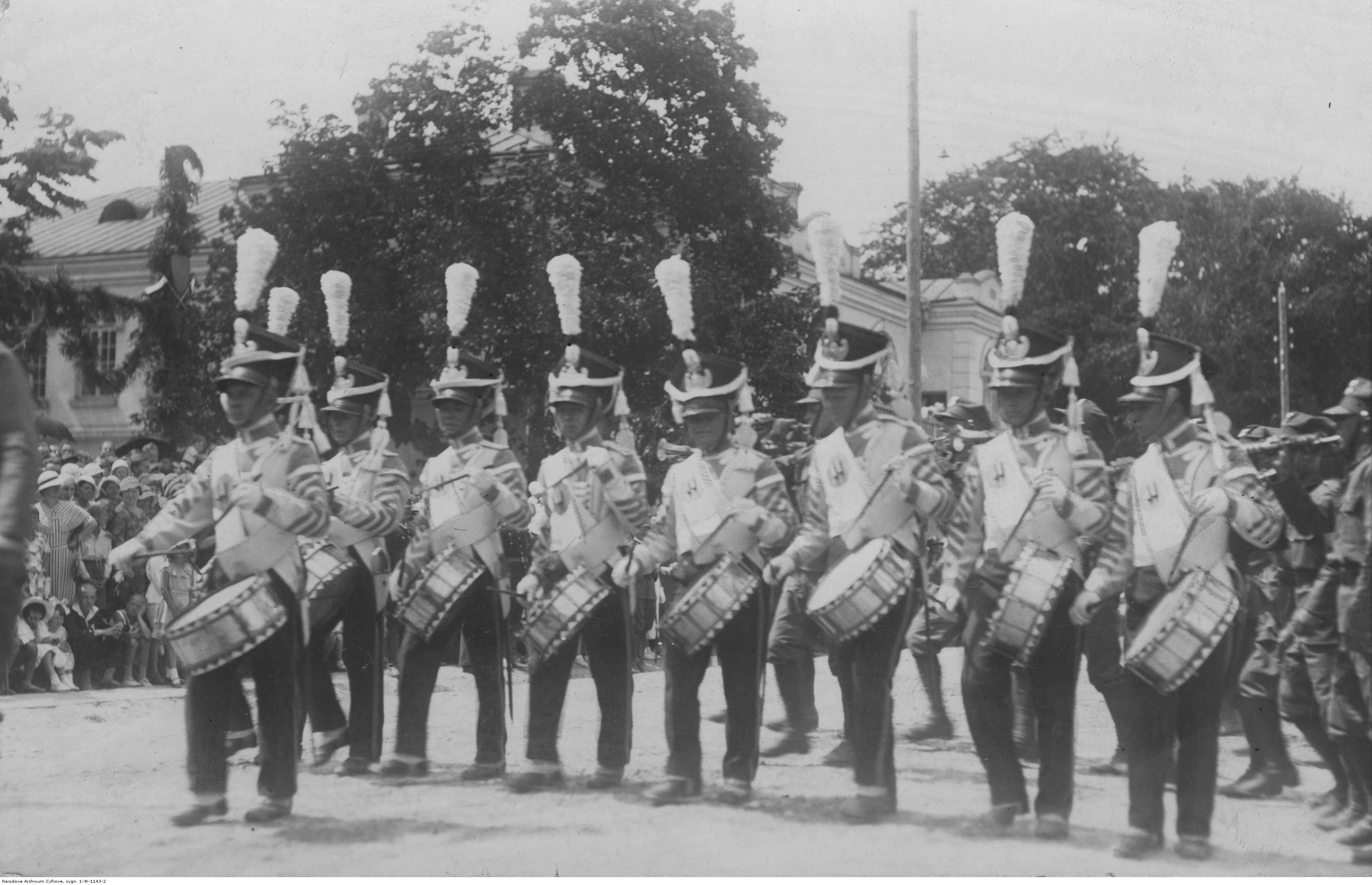
Święto 13 Dywizji Piechoty w Równem - dobosze 45 pp w historycznych strojach legii gen. Józefa Zajączka

13 Kresowa Dywizja Piechoty (13 DP) – wielka jednostka piechoty Armii Polskiej we Francji i Wojska Polskiego II RP w latach 1918–1939.
W okresie  międzywojennym dowództwo 13 DP stacjonowało w Równem. W jej skład w 1923 wchodziły: 43 pp, 44 pp i 45 pułk piechoty.

W czasie kampanii wrześniowej dywizja walczyła w składzie Armii „Prusy”. Początkowo przeznaczona do Korpusu Interwencyjnego, już w toku wojny przerzucona koleją pod Tomaszów Mazowiecki. Prowadziła walki z XVI Korpusem Armijnym. Część dywizji broniła do 16 września odcinka Wisły od Wilgi do Maciejowic, a następnie przebiła się do Warszawy. Tam  gdzie łącznie z 1. i 2 pułkiem robotniczym tworzyła nową 13 DP. Większość, pod dowództwem płk. dypl. Wacława Szalewicza, utworzyła w Chełmie 13 Brygadę Piechoty, która wzięła udział w II bitwie tomaszowskiej.

## 1 Dywizja Strzelców Polskich 1918–1919
W czerwcu 1918 w składzie Armii Polskiej we Francji przystąpiono do formowania 1 Dywizji Strzelców Polskich. 17 czerwca w miejscowości Villeres-Marmery 1 pułk Strzelców Polskich złożył przysięgę i otrzymał sztandar ufundowany przez miasto Paryż. 22 czerwca pod Mailly w Szampanii miasta: Verdun, Nancy i Belfort wręczyły ufundowane przez siebie sztandary 2 i 3 pułkowi Strzelców Polskich oraz 1 pułkowi artylerii polowej. 8 lipca dywizja liczyła 227 oficerów i 10.005 szeregowców. 4 sierpnia francuskie Naczelne Dowództwo podjęło formalną decyzję o sformowaniu 1 DSP w oparciu o dowództwo i pododdziały rozformowywanej 63 Dywizji Piechoty. Dowódcą 1 DSP został gen. Ecochard, dotychczasowy dowódca francuskiej 63 DP. Wkrótce zastąpił go gen. Vidalon, były szef sztabu 4 Armii (franc.). Zastępcą dowódcy dywizji (dowódcą piechoty dywizyjnej) został płk Jasieński. Formowanie dywizji w oparciu o służby i zakłady 63 DP (franc.) trwało do grudnia 1918. W listopadzie 1918 dowództwo francuskie zamierzało użyć dywizji w operacji zmierzającej do zajęcia rejonu Saarbrücken pomimo tego, że nie zakończyła ona formowania. 11 listopada dywizja znalazła się na podstawie wyjściowej do natarcia w rejonie Lunéville. Podpisanie rozejmu przekreśliło plany wykorzystania dywizji do walk frontowych. 19 lutego 1919 na bazie rozformowanego XXXVI Korpusu (franc.) sformowano I Korpus AP we Francji w skład, którego weszła 1 i 2 Dywizja Strzelców Polskich.
| Obsada personalna dowództwa dywizji w 1920 | Obsada personalna dowództwa dywizji w 1920      |
| Stanowisko                                 | Stopień, imię i nazwisko                        |
| ------------------------------------------ | ----------------------------------------------- |
| Dowódca dywizji                            | płk Franciszek Paulik                           |
| Dowódca dywizji                            | gen. por. Stanisław Haller (14 VIII –16IX)      |
| Dowódca dywizji                            | gen. ppor. Adam Nowotny (od 16 IX)              |
| Szef sztabu                                | mjr szt. gen. Tadeusz Kurcjusz                  |
| Szef sztabu                                | mjr Włodzimierz Bochenek                        |
| Referent organizacyjno materialny          | mjr Teodor Furgalski (ranny 17 VIII)            |
| Referent organizacyjny                     | ppor. Nikodem Polak                             |
| Referent informacyjny                      | ppor. Zagórowski                                |
| Referent informacyjny                      | por. ad. szt. Stefan Starzyński (od 2 VIII)     |
| Referent operacyjny                        | kpt. Józef Gródecki                             |
| Referent operacyjny                        | por. ad. szt. Jerzy Stawiński                   |
| Oficer operacyjny                          | por. Piotr Lisowski                             |
| Referent materialny                        | kpt. Józef Potyrała                             |
| Referent uzbrojenia                        | por. Szczepan Żebrowski                         |
| Referent personalny                        | N.N.                                            |
| Szef łączności dywizji                     | por. Marian Dorotycz- Malewicz                  |
| Szef łączności dywizji                     | por. Józef Edward Oleksy                        |
| Referent techniczny                        | kpt./mjr Czesław Pawłowicz                      |
| Szef intendentury                          | por. Mieczysław Nowotarski                      |
| Szef sanitarny                             | mjr/ppłk lek. dr Bronisław Stroński             |
| Dywizyjny lekarz weterynarii               | rtm./mjr lek. wet. Leon Jarosz                  |
| Dywizyjny lekarz weterynarii               | mjr lek. wet. Tadeusz Kusz                      |
| Proboszcz dywizji                          | ks. Kazimierz Andler                            |
| Kierownik sądu polowego                    | kpt. KS Tadeusz Julian Skwirzyński              |
| Kierownik sądu polowego                    | kpt. KS dr Franciszek Konieczny (od 5 VIII)     |
| Oficer śledczy                             | por. dr Juliusz Neumann (do VII)                |
| Oficer śledczy                             | por. Jan Suwada                                 |
| Oficer śledczy                             | ppor. KS Aleksander Zaniewski                   |
| Oficer śledczy                             | kpt. KS dr Stanisław Dręgiewicz (od 2 VIII)     |
| Oficer sądu                                | ppor. KS dr Leon Becher(od VII)                 |
| Oficer sądu                                | ppor. KS Władysław Józef Kóhsling               |
| Oficer sądu                                | ppor. Feliks Neymark-Bądkowski (od 29 VIII)     |
| Protokolant                                | pchor. Wacław Bara (VII)                        |
| Kierownik poczty polowej nr 29             | urz. wojsk. IX r. Kazimierz Gutkiewicz          |
| Oficer poczty                              | urz. wojsk. X r. Wicherkiewicz                  |
| Obsługa Hughesa                            | urz. wojsk. X r. Stanisław Kostecki             |
| Obsługa Hughesa                            | urz. wojsk. X r. Marcin Pytel                   |
| Szef kartografii                           | por. Stanisław Nastał                           |
| Dywizyjny punkt zborny jeńców              | pchor. Malinowski                               |
| Adiutant sztabu                            | por. ad. szt. Jerzy Bonkowicz                   |
| Oficer adiutantury                         | ppor. Franciszek Sablik                         |
| Oficer ordynansowy                         | por. Roman Kozakiewicz                          |
| Oficer cenzury                             | por. Jan Błożecki                               |
| Oficer cenzury                             | ppor. Witold Denizan                            |
| Referent taborów                           | por. Zygfryd Zinkas                             |
| Oficer dowództwa                           | rtm. ad. szt. Bohdan Witwicki (do 1 VIII)       |
| Oficer dowództwa                           | kpt. Wojciech Fyda (do VII)                     |
| Oficer dowództwa                           | por. Otton Bruckmann (do VII)                   |
| Oficer dowództwa                           | por. Aleksander Skarbek Kiełczewski (do 1 VIII) |
| Oficer dowództwa                           | ppor. Paweł Frytz                               |
| Oficer dowództwa                           | ppor. Henryk Nakoniecznikoff                    |
| Oficer dowództwa                           | ppor. Maksymilian Raban (od 5 VIII)             |
| Oficer dowództwa                           | ppor. Jerzy Niewiadomski (od 10 VIII)           |
| Oficer dowództwa                           | pchor. Tadeusz Leszczyński                      |
| Oficer dowództwa                           | urz. wojsk XI r. Lankosz                        |
| Kompania sztabowa                          |                                                 |
| Dowódca kompanii                           | ppor. Aleksander Koenig                         |
| Dowódca plutonu                            | ppor, Kazimierz Smereka                         |
| Dowódca plutonu                            | ppor. Kazimierz Tchórzelski                     |
| Pluton żandarmerii polowej                 |                                                 |
| Dowódca                                    | ppor. Roman Puacz                               |
| Dowódca                                    | ppor. Aleksander Skory                          |

## 13 Kresowa DP w walce o granice

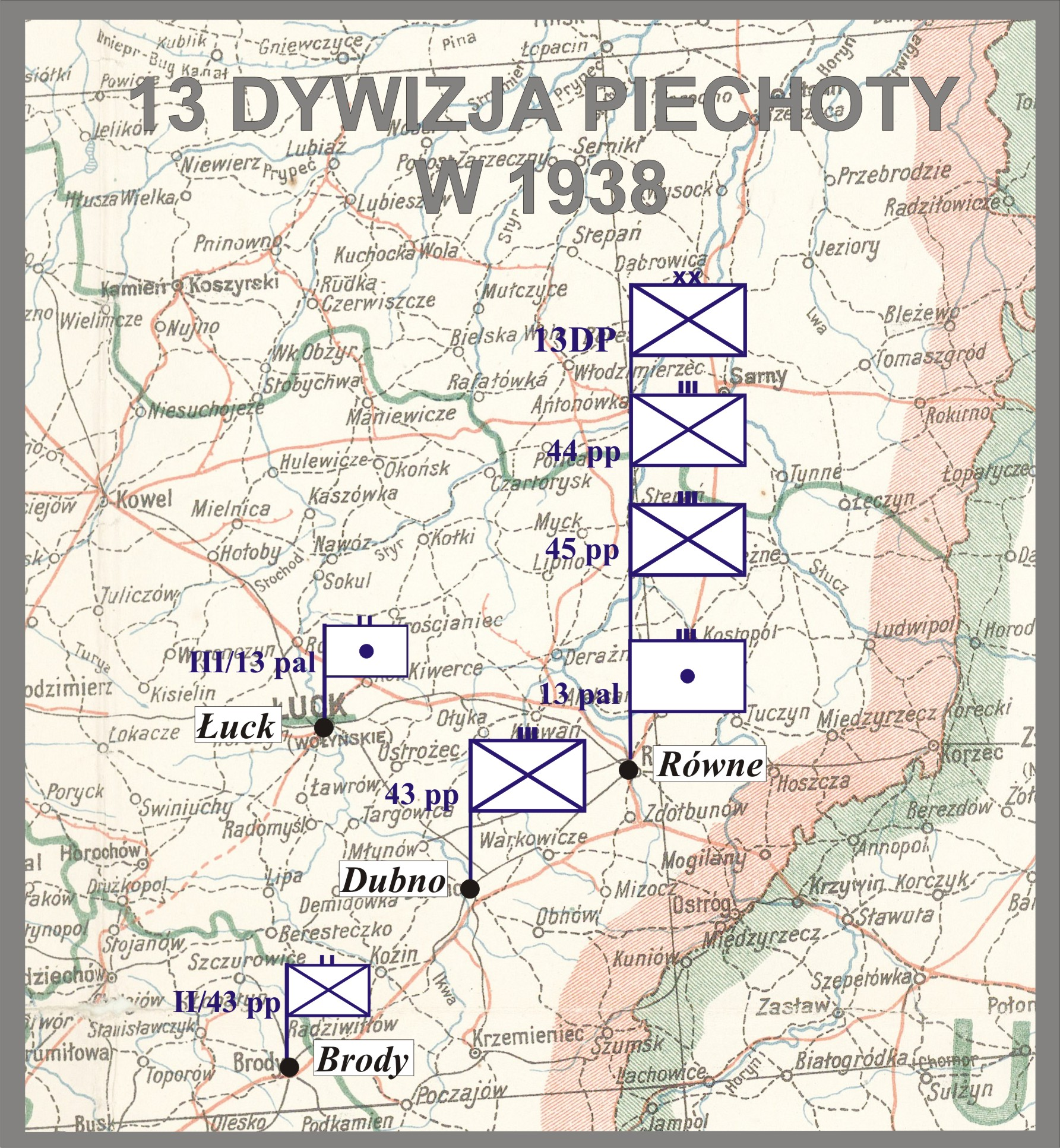
13 DP w 1938

9 września 1919 rozkazem Naczelnika Państwa Józefa Piłsudskiego 1 Dywizję Strzelców Polskich przemianowano na 13 Dywizję Piechoty. W jej skład weszły 43., 44., 45. i 50 pułk piechoty. Dywizję przeformowano na etat dywizji złożonej z dwóch brygad piechoty (każda po dwa pułki):
- XXV Brygada Piechoty
  - 43 pułk piechoty (dawny 1 pułk Strzelców Polskich 1 DSP)
  - 44 pułk piechoty (dawny 2 pułk Strzelców Polskich 1 DSP)
- XXVI Brygada Piechoty
  - 45 pułk piechoty (dawny 3 pułk Strzelców Polskich 1 DSP)
  - 50 pułk piechoty (dawny 8 pułk Strzelców Polskich 3 DSP)

13 DP uczestniczyła w maju, czerwcu i lipcu 1919 w walkach z wojskami Ukraińskiej Republiki Ludowej w rejonie Włodzimierz Wołyński, Kowel, Łuck. Od sierpnia walczyła z bolszewikami o Równe, Zwiahel, Ostróg.
Od kwietnia 1920 roku uczestniczyła w ofensywie na Kijów, zdobyła Ostropol i Koziatyn.
Na przełomie maja i czerwca 1920 roku i broniła pozycji pod Koziatynem przed atakami Armii Konnej Budionnego, w zaciekłych walkach udaremniając wszystkie jej ataki. W lipcowym i sierpniowym odwrocie Armii Polskiej powstrzymywała wojska Budionnego w marszu na Lwów (m.in. w bitwie pod Brodami). 13 Dywizja udaremniła zdobycie miasta przez Armię Konną, zadając jej duże straty. Mieszkańcy Lwowa dziękując za ocalenie miasta ofiarowali dowódcy dywizji pamiątkowy proporzec. We wrześniu dywizja ścigała Budionnego pod Zamościem, Komarowem, Tyszowcami, a potem w ofensywie na Wołyniu do Łucka. Do końca walk dywizja działała w rejonie Zwiahla.

## Dywizja w okresie pokoju
18 października 1921 wprowadzono pokojową organizację wojska. Rozformowano brygady piechoty. Dywizje przeszły na strukturę trzypułkową. W związku z powyższym ze składu dywizji wyłączono 50 pułk piechoty i podporządkowano go dowódcy 27 Dywizji Piechoty.
W 1931 utworzono 13 kompanię telegraficzną, a 13 pułk artylerii polowej przemianowano na 13 pułk artylerii lekkiej.
Jednostki dywizji stacjonowały na terenie Okręgu Korpusu Nr II, w garnizonach:
- Równe – dowództwo 13 DP[8], 44 i 45 pp oraz 13 pal, Ośrodek Sapersko-Pionierski 13 DP, 13 samodzielna bateria artylerii przeciwlotniczej, kompania łączności 13 DP,
- Dubno – 43 pp,
- Brody – II/43 pp,
- Łuck – III/13 pal, Komenda Rejonu PW Konnego 13 DP,
- Włodzimierz Wołyński – kadra zapasowa piechoty.

### Obsada personalna w marcu 1939
Ostatnia „pokojowa” obsada personalna dowództwa dywizji:
| Stanowisko                  | Stopień, imię i nazwisko           |
| --------------------------- | ---------------------------------- |
| dowódca dywizji             | płk dypl. Józef Stefan Ćwiertniak  |
| dowódca piechoty dywizyjnej | płk art. Wacław Szalewicz          |
| szef sztabu                 | ppłk dypl. art. Alfred Siudowski   |
| I oficer sztabu             | kpt. dypl. art. Walenty Rodziewicz |
| I oficer sztabu (dubler)    | kpt. dypl. Leon Czerniak           |
| II oficer sztabu            | kpt. Eustachy Wiktor Palewicz      |
| komendant rejonu PW konnego | mjr kaw. Franciszek Bednarski      |
| dowódca łączności           | kpt. łączn. Eugeniusz Kister       |
| oficer taborowy             | kpt. tab. Józef Karasiński         |
| oficer intendentury         | kpt. int. Feliks Stefan Kosman     |

## Działania dywizji w kampanii wrześniowej
13 DP zmobilizowana została w dniach 14–15 sierpnia 1939 w mobilizacji alarmowej, w grupie jednostek oznaczonych kolorem czerwonym. W dniach 16–18 sierpnia przewieziona w rejon Bydgoszczy, gdzie wraz z 27 Dywizją Piechoty weszła w skład Korpusu Interwencyjnego. 23 sierpnia zrezygnował ze stanowiska dowódca dywizji płk Józef Ćwiertniak, a 26 sierpnia nowym dowódcą został były dowódca piechoty dywizyjnej 14 Dywizji Piechoty płk Władysław Kaliński. 31 sierpnia, rozkazem marsz. Edwarda Rydza-Śmigłego, Korpus Interwencyjny rozwiązano, a dywizja została przydzielona do odwodowej Armii „Prusy” gen. Stefana Dęba-Biernackiego.
Przerzucanie pododdziałów dywizji spod Bydgoszczy w rejon Koluszek rozpoczęto dopiero 1 września około południa. Pierwsze transporty w rejon stacji wyładowczych dotarły 2 września, a oddziały po wyładowaniu się ześrodkowały się w lasach Regny – Będzelin. Pozostałe, na skutek ataków lotniczych i zniszczenia linii kolejowych, docierały do rejonu wyładowczego przez kilka dni, a ostatni I/ 45 pp w nocy z 5 na 6 września. 2 września stanowisko dowodzenia dywizji rozwinięto w Redzeniu. Ześrodkowanie w pobliżu linii kolejowej spowodowało, że oddziały były pod ciągłym ostrzałem nieprzyjacielskiego lotnictwa, a straty były znaczne.

3 września przybył w rejon Koluszek 43 pułk piechoty i od 7.00  wyładowywał się na stacji Rokiciny. Pierwszy przybył eszelon z dowództwem pułku i samodzielnymi pododdziałami. Około południa przyjechał I batalion, który w trakcie wyładowywania był silnie bombardowany. Około 15.00 wyładowywała się kompania przeciwpancerna i pluton artylerii, a około 17.00 II batalion. Nocą z 3 na 4 września 13 DP rozpoczęła 35-kilometrowe przegrupowanie do rejonu Tomaszów –Ujazd. Jej ostatnie pododdziały wyładowywały się jeszcze nocą z 5 na 6 września ( III/43 pp, I/45 pp i 3/13 pal).
4 września dywizja ześrodkowana została w lasach na południe od Regn. Rozkazem dowódcy Armii „Prusy", 5 września przesunięta została do obszaru: Tomaszów Mazowiecki – Ujazd w celu jego obrony. Była ostatnią dywizją broniącą drogi do stolicy. Lewe skrzydło obrony – las Zawady przed Tomaszowem – obsadził 45 pułk strzelców kresowych, prawe skrzydło – rejon miejscowości Wólka Krzykowska, Sangródz i Ujazd – 43 pułk strzelców. 44 pułk strzelców stanowił odwód i stał w lesie Lubochnia koło wsi Kaczka i (I baon) pod Bronisławowem.
W dniach 5 – 7 września 13 DP prowadziła zacięte walki z niemieckim XVI Korpusem Armijnym pod dowództwem gen. Ericha Höpnera (był to jedyny w kampanii wrześniowej bój samotnej polskiej dywizji piechoty z de facto korpusem pancernym). W nocy 5/6 września czołówki niemieckiej 1 Dywizji Pancernej walczyły z ubezpieczeniami 13 DP o Wolbórz, a niemiecka 4 Dywizja Pancerna o Będków. 6 września rano niemieckie lotnictwo rozpoczęło bombardowanie pozycji i tyłów dywizji. Rano niemiecka 4 Dywizja Pancerna zaatakowała pozycje 43 pułku, a 1 Dywizja Pancerna – 45 pułku. Natarcie zostało odparte, jednak później Niemcy rozpoznali słabe punkty polskiej obrony, przeprowadzili po południu i przed zmierzchem drugie natarcie i zdołali przedrzeć się przez jej obronę, wprowadzając zamieszanie w odwodowym 44 pułku. Czołówki pancerne dotarły na północne przedmieścia Tomaszowa, blokując główną trasę komunikacyjną przez miasto w kierunku północnym (ul. Warszawska). Ostatecznie do zmroku 13 Dywizja wytrwała na stanowiskach, chociaż jej  ugrupowanie zostało przecięte, uniemożliwiając skuteczne stawianie oporu. Dowództwo dywizji podjęło decyzję o wycofaniu się na pozycje oparte o linię kolejową Koluszki – Skarżysko-Kamienna. W trakcie odwrotu w nocy 6/7 września do dywizji dotarł nagły rozkaz dowódcy Armii „Prusy”, gen. Dęba-Biernackiego, nakazujący dywizji odwrót na południe za rzekę Pilicę. Oddziałom udało się z trudem wykonać ten rozkaz. Niestety 45 pułk, z którym nie było już łączności, maszerując w nocy przez miasto na północ według poprzedniego (na dodatek potwierdzonego) rozkazu został zaatakowany przez dywersantów niemieckich wspartych spadochroniarzami i prawie doszczętnie rozbity w nocnej walce. W walce poległ m.in. dowódca 45 pp płk Stanisław Piotr Hojnowski. Ostatecznym rezultatem działań dywizji było zniszczenie w dniu 6 września 64 czołgów niemieckich i zatrzymanie pochodu 4 DPanc. o 34, a 1 DPanc. – o 40 godzin.
Dywizja, zgodnie z rozkazem dowódcy Armii wycofała się przez Lubochnię (bronił jej I/45 pp), Glinnik (bronił go kilka godzin 44 pp), Spałę i Inowłódz (broniła go część I baonu 43 pułku), ostatecznie grupując się 7 września wieczorem w lasach Nadleśnictwa Brudzewice. Tam próbowano uporządkować przemieszane i zmęczone oraz głodne oddziały. Dywizję, wraz ze zgrupowanymi tam resztkami 19 DP, 29 DP i  Wileńskiej BK zaatakowali dywersanci. W nocy 8 września oddziały dywizji, podobnie jak inne jednostki, uległy panice. Została ona z trudem opanowana i rozpoczęto marsz na Odrzywół i Klwów. Pod Odrzywołem niemiecka 13 Dywizja Zmotoryzowana rozbiła batalion z 43 pp. Będąc jedyną zorganizowaną jednostką z całej grupy wojska z północnego zgrupowania Armii „Prusy” z czołgami i artylerią, 13 DP maszerując przez Klwów i Ulów osiągnęła rejon Dąbrówki i Stawiszyna. W nocy 9/10 września podjęła marsz przez Głowaczów na przeprawę przez Wisłę w Maciejowicach. Głowaczów, zajęty przez silny oddział niemieckiej 1 DLek. został zdobyty nad ranem 10 września przez 44 pułk strzelców. Zdobyto przy tym samochody pancerne z tajnymi dokumentami, wzięto jeńców i jednocześnie oswobodzono z niewoli własnych saperów.
10 września po dojściu dywizji z ocalałą artylerią (17 dział) i ciężkim sprzętem (tabory, samochody, ciężka broń piechoty) do Ryczywołu dowódca dywizji postanowił jak najszybciej przeprawić wojsko przez Wisłę na południe od Magnuszewa koło Ostrowa do Podwierzbia, na zachód od Samogoszczy. Podjął decyzję o zniszczeniu całego uratowanego ciężkiego sprzętu, co spowodowało krytykę oficerów sztabu, proponujących przebicie się przez Ryczywół względnie odnalezienie wytyczonego brodu na Wiśle. Decyzja dowódcy była jednak ostateczna. Wszystkie czołgi 7 TP były stopniowo niszczone z braku paliwa, ostatnie zatopiono w Wiśle. Przeprawę rozpoczęto rano 11 września. Wbrew rozkazowi, aby ciężki sprzęt (w tym działa) pozostawić na brzegu, żołnierze na własną rękę przeprawiali przez rzekę nawet karabiny maszynowe i działka ppanc. Okoliczni chłopi przeprawili dwa działa polowe 75 mm. Podczas przeprawy, która trwała aż do zmroku, w całości przeprawił się tylko 43 pp. Pozostałe pułki, rozproszone na zachodnim brzegu, przez Wisłę przeprawiły się w liczbie szczątkowej kompanii każdy, w dużo gorszych warunkach terenowych i ze stratami w utoniętych. Na drugim brzegu nie udało się już zebrać całej dywizji, gdyż spora część oddziałów, na skutek fałszywego rozkazu (prawdopodobnie dywersja) o marszu do garnizonów na Wołyń udała się na wschód.
Pozostała na miejscu część dywizji (pod dowództwem płk. dypl. W. Kalińskiego) broniła do 16 września odcinka Wisły od wsi Tarnów do Maciejowic. Podporządkowała sobie oddział rotmistrza Salomona z dwiema bateriami 3 dak (9 dział).
16 września wieczorem zagrożona otoczeniem dywizja wyruszyła z Samogoszczy w kierunku Warszawy, przez Wilgę, Natolin i Osieck. Postój dywizji 17 września miał miejsce w lasach na północ od Pogorzeli. W tym czasie dołączył do niej II dywizjon 29 pal (6 dział) mjr. Matuszewskiego. Stan tej części 13 DP wynosił ok. 2300 żołnierzy.
Wieczorem 17 września dywizja wyruszyła przez Otwock i rankiem następnego dnia przeszła do obrony okrężnej w lesie na wschód od wsi Emów nad Świdrem. Płk dypl. W. Kaliński podjął decyzję o kontynuowaniu marszu ku Warszawie. 18 września oddziały opuściły rejon obrony koło Mlądza nad Świdrem, aby dotrzeć do Wału Miedzeszyńskiego a następnie przebić się przez niemiecki pierścień otaczający Pragę na Saską Kępę. Podczas formowania kolumn marszowych oddział osłonowy dywizji został od wschodu zaatakowany przez oddział niemiecki, który jednak po uporczywej walce odrzucono. Na skutek opóźnień w formowaniu kolumny marszowej oddziały wyruszyły w kierunku stolicy dopiero ok. 21.30. Ze względu na bardzo niekorzystne warunki atmosferyczne (ciemna noc, padający deszcz), trudnej do pokonania zabudowy osiedli letniskowych oraz skrajnego wyczerpania żołnierzy marsz oddziałów przebiegał z dużymi trudnościami. Kolumny wojska niejednokrotnie ulegały rozerwaniu, a poszczególne pododdziały gubiły drogę w panujących ciemnościach. Okoliczności te zmusiły dowódcę 13 DP do podjęcia decyzji o przejściu do obrony okrężnej w lasach na północny wschód od Falenicy.
19 września rankiem oddziały niemieckiej wschodniopruskiej 11 DP wsparte artylerią oraz czołgami uderzyły ok. 10.00 na polskie pozycje od południa a potem od północnego wschodu, ale ataki odparto. Kolejny szturm Niemcy rozpoczęli przed 12.00 od północy, a potem od wschodu, natarcia te również odparto. Po południu od strony północnej Niemcy przypuścili dwa szturmy, a od wschodniej także dwa. Wszystkie ataki niemieckie zostały odparte. Na północy wykonano dwa przeciwnatarcia, na wschodzie – trzy. Walki toczyły się do zmierzchu. Po zapadnięciu zmroku na naradzie, z uwagi na okrążenie, brak amunicji, żywności i materiałów opatrunkowych płk dypl. W. Kaliński nakazał oddziałom przedzieranie się w grupkach do Warszawy (do Wisły przez Zagóźdź i Skrzypki). Przed północą kolumna 13 DP idąca przez Miedzeszyn na Skrzypki została zaatakowana zmasowanym ogniem karabinów maszynowych i rozproszyła się, przestając istnieć jako zwarty związek taktyczny. Grupki żołnierzy docierały do stolicy 20, 21 i 22 września, w sumie około 650 ludzi z czego blisko 500 z 43 pułku.
W Warszawie odtworzono dywizję w ramach Armii „Warszawa”, włączając do niej 1 i 2 pułki z ochotniczej Robotniczej Brygady Obrony Warszawy. Zreorganizowana i uzupełniona 13 DP stanowiła odwód obrony stolicy najpierw na Czerniakowie, a potem na Żoliborzu aż do momentu kapitulacji miasta 28 września.
Oddziały z 13 DP, które cofały się na wschód, zostały w Chełmie zorganizowane w dniach 13 – 16 września w 13 Brygadę Piechoty pod dowództwem płk. dypl. Wacława Szalewicza w składzie trzech (po dwa bataliony piechoty) pułków piechoty 43, 44 i 45. Brygada weszła w skład kombinowanej „Dywizji Wołkowickiego” (dywizja piechoty od nazwiska jej dowódcy), będącej częścią składową Frontu Północnego (dowódca gen. Dąb-Biernacki).
Od 17 września maszerowała ona przez Hrubieszów na Rawę Ruską w kierunku Lwowa. Po drodze zwalczano uzbrojone grupy Ukraińców atakujących wojsko. Z uwagi na atak sowiecki, brygada została skierowana 20 września na Tomaszów Lubelski, aby przez to miasto dotrzeć do lasów Puszczy Solskiej, a potem do Beskidów i na Węgry. Od 21 do 22 września toczyła ciężkie walki z niemiecką 28 Dywizją Piechoty o Łaszczów, Werechanie, Pawłówkę, Rachanie, próbując zdobyć Tomaszów Lubelski. 23 września po natarciu od południa niemieckiej 2 DPanc, atak załamał się, a 13 BP rozproszyła się, jej szczątki wycofały się na Suchowolę, rozpraszając się po walkach o Krasnobród.
Ośrodki Zapasowe 13 DP w Równem i Dubnie w przeważającej części ewakuowały się na zachód. Równe Sowieci zajęli 17, a Dubno 18 września. Część oddziałów z Równego dołączyła do Grupy „Dubno”, która walczyła do 23 września i skapitulowała przed Niemcami (2 DPanc.) pod Rawą Ruską. Pozostała część z Równego skapitulowała 19 września na wschód od Łucka. Oddział Zapasowy w Łucku, po wkroczeniu Sowietów do miasta 19 września został rozbrojony.

## Organizacja wojenna dywizji w 1939
Organizacja wojenna 13 DP w kampanii wrześniowej. W nawiasach podano nazwy jednostek mobilizujących.
- Kwatera Główna 13 DP
- 43 pułk strzelców Legionu Bajończyków
- 44 pułk strzelców Legii Amerykańskiej
- 45 pułk piechoty Strzelców Kresowych
- 13 Kresowy pułk artylerii lekkiej
- 13 dywizjon artylerii ciężkiej typ II z plutonem taborowym nr 13 (2 pac)
- 13 batalion saperów typ IIa (Ośrodek Sap.-Pionier. 13 DP)
- drużyna przeprawowa pionierów piechoty nr 13 (Ośrodek Sap.-Pionier. 13 DP)
- bateria artylerii przeciwlotniczej motorowa typ A nr 13 (13 sbaplot.)
- kompania telefoniczna 13 DP (kł 13 DP) – por. Izydor Malinowski
- pluton łączności (stacyjny) Kwatery Głównej 13 DP (kł 13 DP)
- pluton radiowy 13 DP (kł 13 DP)
- drużyna parkowa łączności 13 DP (kł 13 DP)
- pluton pieszy żandarmerii nr 13 (pluton żandarmerii Równe)
- szwadron kawalerii dywizyjnej nr 13 (rejon PW konnego 13 DP „Krakusów”) – mjr kaw. Franciszek Bednarski
- kompania kolarzy nr 22 (43 pp)
  - dowódca plutonu – ppor. piech. rez. Mieczysław Walczak[15]
- samodzielna kompania karabinów maszynowych i broni towarzyszącej nr 22 (43 pp)
- kompania asystencyjna (sztabowa) nr 122 (45 pp)
- dowództwo grupy marszowej służb typ II nr 209 (kadra 2 dywizjonu taborów)
- kolumna taborowa parokonna nr 209 (III/13 pal Łuck, przeniesiono do KZP)
- kolumna taborowa parokonna nr 210 (III/13 pal Łuck, przeniesiono do KZP)
- kolumna taborowa parokonna nr 211 (III/13 pal Łuck)
- kolumna taborowa parokonna nr 212 (III/13 pal Łuck)
- dowództwo grupy marszowej służb typ II nr 210 (kadra 2 dywizjonu taborów)
- kolumna taborowa parokonna nr 213 (kadra 2 dywizjonu taborów)
- kolumna taborowa parokonna nr 214 (kadra 2 dywizjonu taborów)
- kolumna taborowa parokonna nr 215 (kadra 2 dywizjonu taborów)
- kolumna taborowa parokonna nr 216 (kadra 2 dywizjonu taborów)
- warsztat taborowy parokonny nr 209 (KZP)
- samodzielny patrol meteorologiczny nr 13 (13 pal)
- pluton parkowy uzbrojenia nr 202 (III/13 pal Łuck)
- park intendentury nr 202 (KZP)
- kompania sanitarna nr 202 (KZP)
- szpital polowy nr 202 (2 Szpital Okręgowy)
- zespół przeciwgazowy nr 202 (2 Szpital Okręgowy)
- polowa kolumna dezynfekcyjno – kąpielowa nr 202 (2 Szpital Okręgowy)
- polowa pracownia bakteriologiczno – chemiczna nr 202 (2 Szpital Okręgowy)
- polowa pracownia dentystyczna nr 202 (2 Szpital Okręgowy)
- sąd polowy nr 13 (dowództwo 13 DP)
- poczta polowa nr 46 (Dyrekcja Okręgowa Poczty i Telegrafu Lublin)
- ośrodek zapasowy 13 DP (KZP)
- batalion marszowy 43 pp (KZP)
- batalion marszowy 44 pp (KZP)
- batalion marszowy 45 pp (KZP)

### Obsada personalna Kwatery Głównej
- dowódca dywizji – płk dypl. Władysław Zubosz-Kaliński
- dowódca piechoty dywizyjnej – płk art. Wacław Szalewicz
- dowódca artylerii dywizyjnej – ppłk art. Klaudiusz Reder
- dowódca kawalerii dywizyjnej – mjr kaw. Franciszek Bednarski
- szef sztabu – ppłk dypl. Kazimierz Siudowski
- oficer operacyjny – kpt. dypl. Leon Czerniak
- II oficer sztabu – kpt. dypl. Jan Gorski
- kwatermistrz – kpt. dypl. Tadeusz Eugeniusz Kankofer

## Obsada personalna dowództwa
Dowódcy dywizji

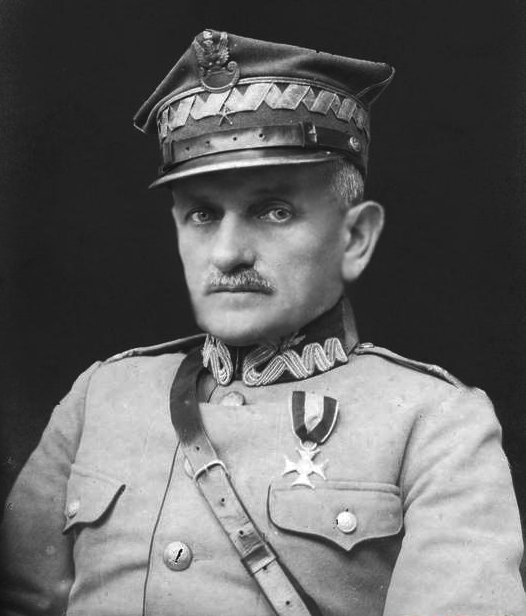
Leonard Skierski

- général de brigade Joseph Ecochard (3 VII – 4 VIII 1918)
- général de brigade Jean Vidalon (2 IX 1918 – 21 III 1919)
- général de brigade Joseph Jean Bernard
- gen. ppor. Leonard Skierski (IX – 15 XII 1919)
- gen. ppor. Jan Romer (15 XII 1919 – 20 IV 1920)
- płk Franciszek Paulik (20 IV – 13 VIII 1920)
- gen. ppor. Stanisław Haller (13 VIII – 9 IX 1920)
- gen. ppor. Adam Nowotny (10 IX 1920 – X 1921)
- gen. por. Paweł Szymański (X 1921 – III 1922)
- płk SG Julian Stachiewicz (9 IV 1922 – 1 IV 1923)
- gen. bryg. Marian Kukiel (1 IV 1923 – 15 I 1925 → szef Biura Historycznego SG[16])
- płk SG / gen. bryg. Edmund Knoll-Kownacki (15 I 1925[16] – 28 II 1935)
- płk dypl. Bronisław Regulski (p.o. 10 XI 1932 – I 1933)
- płk piech. Józef Werobej (p.o. I – VIII 1933)
- płk dypl. Aleksander Zygmunt Myszkowski (28 II 1935 – I 1938)
- płk dypl. Józef Ćwiertniak (I 1938 – 23 VIII 1939)
- płk dypl. Władysław Zubosz-Kaliński (26 VIII – IX 1939)

Dowódcy piechoty dywizyjnej
- płk piech. Rudolf Blum (do †2 XI 1922)
- płk piech. Jan Skorobohaty-Jakubowski (8 XII 1922 – V 1926)
- płk piech. Franciszek Kristinus (VIII 1926 – 31 III 1927 → OTO)
- płk piech. Franciszek Korewo (31 III 1927 – 14 II 1929 → dowódca Brygady KOP „Wilno”)
- płk dypl. Bronisław Regulski (14 II 1929 – XII 1934)
- płk piech. Józef Werobej (XII 1934 – IV 1939)
- płk art. Wacław Szalewicz

Szefowie sztabu
- mjr Włodzimierz Bochenek (20 IX 1920 – 2 I 1921)
- kpt. SG Adam Werschner (od 8 X 1921)
- mjr SG Seweryn Horoch (1924)
- mjr SG Adam Werschner (II 1926[17] – VI 1927[18])
- mjr SG (piech.) Stanisław Toruń (VI 1927[18] – XI 1928 → dowódca baonu w 52 pp[19])
- mjr dypl. art. Stanisław Rola-Arciszewski (XI 1928[20] – 20 IX 1930 → dowódca dyonu w 3 pap Leg.[21])
- mjr / ppłk dypl. piech. Bolesław Ciechanowski (20 IX 1930[22] – 28 VI 1933 → zastępca dowódcy 44 pp[23])
- mjr dypl. art. Jan Durski-Trzasko (VII 1933[24] – IV 1934 → DOK IX[25])
- mjr dypl. piech. Leopold Okulicki (21 IV 1934[26] – 20 IX 1935 → Sztab Główny)
- ppłk dypl. art. Kazimierz Alfred Siudowski (1937 – IX 1939)

### Żołnierze Dywizji (w tym OZ) – ofiary zbrodni katyńskiej
Biogramy zamordowanych znajdują się na stronie internetowej Muzeum Katyńskiego
| Nazwisko i imię      | stopień           | zawód             | miejsce pracy przed mobilizacją                    | zamordowany |
| -------------------- | ----------------- | ----------------- | -------------------------------------------------- | ----------- |
| Bryłka Tadeusz       | porucznik         | żołnierz zawodowy |                                                    | Katyń       |
| Dubicki Zbigniew     | porucznik         | żołnierz zawodowy |                                                    | Katyń       |
| Gołąb Franciszek     | major             | żołnierz zawodowy |                                                    | Katyń       |
| Kowalski Aleksander  | porucznik rezerwy |                   | dyr. V Oddz. Komunalnej Kasy Oszczędn. w Warszawie | Katyń       |
| Owczarski Józef      | podpułkownik      | żołnierz zawodowy |                                                    | Katyń       |
| Puzynowski Klemens   | podporucznik      | żołnierz zawodowy |                                                    | Katyń       |
| Skórka Stanisław     | porucznik rezerwy | nauczyciel        |                                                    | Katyń       |
| Szumielewski Adam    | podporucznik      | żołnierz zawodowy |                                                    | Katyń       |
| Undas Stanisław      | podpułkownik      | żołnierz zawodowy |                                                    | Charków     |
| Bednarski Franciszek | major             | żołnierz zawodowy |                                                    | Charków     |
| Ruciński Zygmunt     | kapitan           | żołnierz zawodowy | (e)                                                | Charków     |
| Kacperowski Zygmunt  | plutonowy rezerwy | leśnik            |                                                    | ULK         |
| Rodziewicz Walenty   | kapitan           | żołnierz zawodowy |                                                    | ULK         |

## Tradycje dywizji
We wrześniu 1971 roku kombatanci 13 DP i 3 dak spotkali się na mszy w intencji poległych żołnierzy z dywizjonu w kościele parafialnym w Falenicy. W dniu 19 września 1972 roku w Falenicy odbyła się uroczystość rocznicowa w 33 rocznicę bitwy pod Falenicą i od tego czasu rokrocznie tradycja ta jest kontynuowana do dziś. W latach siedemdziesiątych próby nadania imienia dowódcy 43 pułku strzelców, ppłk. Franciszka Kubickiego szkole podstawowej w Miedzeszynie, położonej obok miejsca walk nie powiodły się z powodu sprzeciwu warszawskiego kuratorium oświaty. W dniu 1 maja 1991 imię 13 Kresowej Dywizji Piechoty przyjęła Szkoła Podstawowa nr 76 w Warszawie – Wawrze. Święto szkoły obchodzone jest w dniu 19 września, w rocznicę obrony Falenicy przez 13 Dywizję Piechoty.
17 lipca 1996 dziedzictwo tradycji 1 Dywizji Strzelców Polskich i 13 Dywizji Piechoty Strzelców Kresowych przyjęła 13 Brygada Zmechanizowana imienia gen. broni Józefa Hallera z Czarnego.
20 czerwca 1996 dziedzictwo tradycji 1 pułku artylerii polowej i 13 Kresowego pułku artylerii lekkiej przejął 13 Kostrzyński Pułk Artylerii imienia płk. Mikołaja Gomólickiego z Kostrzyna nad Odrą.